# 아르노 환초
아르노 환초(Arno Atoll)는 태평양에 위치한 마셜 제도의 환초로, 라타크 열도에 속하며 133개 섬으로 구성된 환초이다. 마셜 제도를 구성하는 24개 입법 선거구 가운데 하나이며 우자에 환초에서 동쪽으로 47km 정도 떨어진 곳에 위치하고 있고 마셜 제도의 수도인 마주로와 가장 가까운 섬이다. 육지 면적은 5.0km2, 석호 면적은 130.77km2, 인구는 2,069명(1999년 기준)이다.